# عباس خاتمی
عباس خاتمی فرد  (زاده:۱۳۲۶، اصفهان) یکی از اولین استادکارهای هنر خاتم اصفهان می‌باشد.خاتم از گره چینی‌های هندسی تشکیل شده‌است که استاد عباس خاتمی فرد توانسته طرح و نقشه فرش را به صورت معرق و خاتم با هم تلفیق کند.از اثار او می‌توان زیر گنبد مسجد جامع اصفهان و مسجد شیخ لطف الله وقاب اینه طرح ترنج و قاب سیمرغ که در جده عربستان ان را خریداری کردند را نام برد.اثار وی را می‌توان در موزه هنرهای معاصر اصفهان و موزه شخصی مهندس اجلالی رئیس خانه صنعت اصفهان یافت.استاد عباس خاتمی فرد دارای مدرک درجه یک هنری از میراث فرهنگی تهران و مدرک استاد برتر از موزه هنرهای معاصر اصفهان و تهران می‌باشد.